# Oponice
Oponice (in ungherese Appony) è un comune della Slovacchia facente parte del distretto di Topoľčany, nella regione di Nitra.
Nella residenza della nobile famiglia Apponyi è ospitata la storica Biblioteca Apponiana (Aponiovská knižnica), che proviene dalla collezione originale della famiglia ed è ora gestita dalla Biblioteca nazionale slovacca.